# Горловское вооружённое восстание
Горловское вооружённое восстание (декабрь 1905 года, укр. Горлівське збройне повстання) — один из эпизодов революции 1905 года в России, имевший место в Горловке, Бахмутского уезда Екатеринославской губернии. Конфликт начался как спор рабочих с администрацией машиностроительного завода по вопросу зарплаты и вылился в вооружённые столкновения с человеческими жертвами.

## Начало конфликта
1 декабря директор машиностроительного завода бельгиец Лоэст объявил рабочим, что в связи с усилением кризиса производство машин сократилось и вместо 10-часового рабочего дня устанавливается 6-часовой, вследствие чего заработок снизится на 40—50 %.
После получения известий о Декабрьском вооружённом восстании в Москве состоялось совещание стачечного комитета. На нем было решено созвать 9 декабря митинг, на котором объявить всеобщую забастовку рабочих Горловки. Большевистская группа Горловки одобрила это решение. Вместе со стачечным комитетом железнодорожников и машиностроителей она приступила к немедленной организации митинга. В ночь на 9 декабря на машиностроительном заводе, руднике и станции были расклеены написанные от руки листовки.

## Вооруженные столкновения
К десяти часам утра 9 декабря 1905 года более 4000 рабочих собралось на железнодорожной станции. Это были в основном машиностроители, шахтёры, железнодорожники, а также крестьяне, прибывшие на митинг из окрестных деревень. Член стачечного комитета И. М. Снежко прочитал рабочим телеграммы екатеринославского боевого стачечного комитета о начале всеобщей политической стачки и призвал рабочих последовать примеру пролетариата Москвы и активно включиться в борьбу с царским режимом. Выступивший на митинге от имени заводских и рудничных рабочих слесарь Смирнов заявил, что они объединяются с железнодорожниками и будут выступать вместе. Тут же был избран распорядительный комитет, фактически выполнявший функции Совета рабочих депутатов. Председателем его стал большевик Е. И. Глушко. Ни одно распоряжение рудничной или заводской администрации не могло вступить в силу без ведома комитета. В тот же день в 9 часов вечера на станции состоялся ещё один митинг, принявший по предложению А. С. Гречнева текст телеграммы екатеринославскому боевому стачечному комитету, в котором сообщалось о присоединении рабочих Горловки ко всеобщей политической стачке.
На заводе и «Корсуньской копи № 1» были организованы две боевые дружины. Для приобретения оружия распорядительный комитет конфисковал в кассе железнодорожной станции 300 рублей, производился также сбор средств среди населения. Всего было собрано более 1000 рублей. Специальным поездом два члена комитета отправились в Таганрог для закупки оружия.
16 декабря (29 декабря) у главной конторы машиностроительного завода собралось около тысячи рабочих с семьями. Члены стачкома предъявили директору завода требование: отменить приказ о 6-часовом рабочем дне и снижении в связи с этим зарплаты. Директор отказался, но рабочие, угрожая оружием, заставили его принять эти требования. Вскоре на заводской двор прибыли драгуны и солдаты. Получив подкрепление, полиция потребовала от рабочих выдать руководителей стачки, но получила отказ. Тогда по приказу пристава и командира роты солдаты и полицейские дали два залпа по рабочим: 18 человек было убито, многие ранены.
Один из повстанцев, А. М. Кузнецов-Зубарев, был ранен в руку. Из-за раны развилась гангрена, в результате которой руку ампутировали. Среди убитых был рабочий Сергей Тоткал. На следующий день его мать забрала тело своего сына, зарубленного казаками. В гроб Сергея была положена рука революционера Кузнецова, который в это время скрывался в подполье.
После этого столкновения руководители стачки Гречнев и Снежко разослали срочные депеши всем боевым дружинам Донбасса с просьбой о помощи. Уже в ночь на 17 декабря в Горловку прибыли дружинники из Авдеевки, Алчевска, Дебальцево, Гришино, Енакиево, Кадиевки, Харцызска, Ясиноватой — всего собралось около четырёх тысяч человек, из них 600 — с огнестрельным оружием. Руководители боевых дружин на совещании выработали план восстания. Все дружинники были разделены на три отряда, которыми командовали Гречнев, а также штейгер рудника № 1 П. А. Гуртовой и учитель из Гришина П. С. Дейнега.
Утром 17 декабря рабочие начали наступление на казармы, где были расквартированы царские войска. После двухчасового боя дружинники овладели казармами, но на помощь правительственным войскам из Енакиева прибыл отряд казаков. Получив подкрепление, солдаты оттеснили восставших к железнодорожной станции. В схватке погибли десятки рабочих.

## Следствие и суд

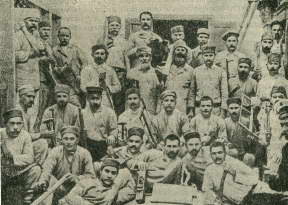
Участники Горловского вооружённого восстания 1905 года в тюрьме. Снимок 1907

Следствие по делу продолжалось два года. Вначале предполагали судить арестованных обычным судом присяжных, но затем правительство решило передать дело в военный суд. С 7 по 19 декабря 1908 года дело участников Горловского вооружённого восстания рассматривал в Екатеринославе суд Одесского военного округа. Из 131 подсудимого военный суд признал виновными 92; 32 были приговорены к смертной казни через повешение. Но позднее смертная казнь была утверждена восьми осуждённым, а остальным её заменили бессрочной каторгой. Казнь состоялась в ночь на 4 сентября 1909 года.

## Память
- В 1930 году в районе машиностроительного завода был установлен памятник «На этом месте в 1905 году царскими палачами была отрублена рука революционеру Кузнецову».
- В 1955 году в связи с 50-летием событий 1905 года на месте боя рабочих дружин Донбасса с царскими войсками был установлен памятный обелиск.